# Blågårdskredsen
Blågårdskredsen var en opstillingskreds i Søndre Storkreds. I 1971 fik kredsen tilført det meste af Ravnsborgkredsen, der indtil 1970 var en del af Østre Storkreds. Blågårdskredsen blev nedlagt i 2007. Kredsens tre afstemningsområder er flyttet til hhv. Nørrebrokredsen og Østerbrokredsen, begge i Københavns Storkreds.
Den 8. februar 2005 var der 14.975 stemmeberettigede vælgere i kredsen.
Kredsen bestod af afstemningsområderne (→ som nu ligger i valgkreds):
- Københavns Kommune
  - 5. Blågård → Nørrebrokredsen
  - 5. Nord → Østerbrokredsen
  - 5. Syd → Nørrebrokredsen